# Coppa Svizzera 1973-1974
La Coppa Svizzera 1973-1974 è stata la 49ª edizione della manifestazione calcistica. È iniziata il 12 agosto 1973 e si è conclusa il 15 aprile 1974. Questa edizione della coppa vide la vittoria finale del Sion.

## Squadre partecipanti

### 1º Turno Eliminatorio
| Squadra 1      | Risultato | Squadra 2 |
| -------------- | --------- | --------- |
| 12 agosto 1973 |           |           |

### 2º Turno Eliminatorio
| Squadra 1                      | Risultato       | Squadra 2           |
| ------------------------------ | --------------- | ------------------- |
| 24 agosto 1973                 |                 |                     |
| Urania Ginevra                 | (sospesa)       | Vevey               |
| 25 agosto 1973                 |                 |                     |
| Burgdorf                       | 0 - 7           | Aarau               |
| Brunnen                        | 1 - 5           | Lucerna             |
| Monthey                        | 1 - 2 d.t.s.)   | Martigny            |
| Porrentruy                     | 1 - 4           | Bienne              |
| Concordia Basilea              | 1 - 3(d.t.s.)   | Le Locle-Sports     |
| 26 agosto 1973                 |                 |                     |
| Adliswil                       | 2 - 4           | SCI Juventus Zurigo |
| Altstetten                     | 0 - 4           | Young Fellows       |
| Amical                         | 0 - 1           | Yverdon             |
| Assens                         | 0 - 2(d.t.s.)   | Friburgo            |
| ASI Audax-Friul Neuchâtel      | 3 - 1           | Moutier             |
| Baden                          | 3 - 2           | Dürrenast           |
| Beauregard                     | 5 - 6(d.t.s.)   | Bulle               |
| Binningen                      | 1 - 0           | Muttenz             |
| Blue Stars Zurigo              | 3 - 1           | Sciaffusa           |
| Boncourt                       | 3 - 5(d.t.s.)   | Nordstern           |
| Buochs                         | 2 - 3(d.t.s.)   | Giubiasco           |
| Bümpliz                        | 1 - 3           | Berna               |
| Central Friburgo               | 3 - 2           | Meyrin              |
| Collex-Bossy                   | 2 - 5           | Étoile Carouge      |
| Delémont                       | 2 - 1(d.t.s.)   | Laufen              |
| Derendingen                    | 0 - 3(Forfait)  | Köniz               |
| Emmenbrücke                    | 1 - 2           | Mendrisio           |
| Frauenfeld                     | 3 - 2           | Brühl               |
| Locarno                        | 3 - 0           | Bellinzona          |
| Montreux-Sports                | 3 - 1(d.t.s.)   | Folgore             |
| Ponte Tresa                    | 0 - 1           | Losone Sportiva     |
| Rebstein                       | 2 - 3           | Tössfeld            |
| Rüti                           | 1 - 4           | Gossau              |
| ST. Maurice                    | 0 - 1           | Vernayaz            |
| Schöftland                     | 0 - 3           | Wettingen           |
| Seebach                        | 3 - 0           | Chur                |
| Soletta                        | 3 - 3 (2-3 dcr) | Grenchen            |
| Villmergen                     | 3 - 2           | Langenthal          |
| Widnau                         | 3 - 1           | Uzwil               |
| SC Zugo                        | 1 - 0           | Kriens              |
| 5 settembre 1973(Ripetizione.) |                 |                     |
| Urania Ginevra                 | 1 - 3           | Vevey               |

### Trentaseiesimi di Finale
| Squadra 1                      | Risultato     | Squadra 2           |
| ------------------------------ | ------------- | ------------------- |
| 8 settembre 1973               |               |                     |
| Bienne                         | 2 - 0         | Grenchen            |
| Central Friburgo               | 4 - 2         | Berna               |
| Friburgo                       | 2 - 3         | Vevey               |
| Nordstern                      | 2 - 1         | Le Locle-Sports     |
| Tössfeld                       | 2 - 1         | Young Fellows       |
| Villmergen                     | 2 - 4(d.t.s.) | Aarau               |
| SC Zugo                        | 1 - 0         | Giubiasco           |
| Lucerna                        | 1 - 1(d.t.s.) | Blue Stars Zurigo   |
| 9 settembre 1973               |               |                     |
| ASI Audax-Friul Neuchâtel      | 2 - 1         | Delémont            |
| Binningen                      | 2 - 3(d.t.s.) | Köniz               |
| Bulle                          | 4 - 3(d.t.s.) | Yverdon             |
| Frauenfeld                     | 3 - 2         | Wettingen           |
| Gossau                         | 4 - 2         | Seebach             |
| Losone Sportiva                | 3 - 2         | Baden               |
| Martigny                       | 3 - 1         | Étoile Carouge      |
| Mendrisio                      | 4 - 0         | Locarno             |
| Montreux-Sports                | 5 - 1         | Vernayaz            |
| Widnau                         | 2 - 5         | SCI Juventus Zurigo |
| 12 settembre 1973(Ripetizione) |               |                     |
| Blue Stars Zurigo              | 1 - 6         | Lucerna             |

### Sedicesimi di Finale
| Squadra 1                 | Risultato | Squadra 2         |
| ------------------------- | --------- | ----------------- |
| 22 settembre 1973         |           |                   |
| Aarau                     | 1 - 2     | San Gallo         |
| ASI Audax-Friul Neuchâtel | 1 - 8     | Vevey             |
| Bienne                    | 1 - 2     | Basilea           |
| Bulle                     | 1 - 4     | Sion              |
| Central Friburgo          | 2 - 5     | Losanna           |
| Gossau                    | 0 - 1     | Chiasso           |
| SCI Juventus Zurigo       | 1 - 5     | Zurigo            |
| Köniz                     | 0 - 2     | Servette          |
| Losone Sportiva           | 0 - 2     | Grasshoppers      |
| Lucerna                   | 2 - 1     | Young Boys        |
| Martigny                  | 0 - 6     | Neuchâtel Xamax   |
| Nordstern                 | 1 - 3     | La Chaux-de-Fonds |
| Tössfeld                  | 2 - 3     | Winterthur        |
| SC Zugo                   | 3 - 7     | Lugano            |
| 23 settembre 1973         |           |                   |
| Frauenfeld                | 1 - 2     | Mendrisio         |
| Montreux-Sports           | 0 - 3     | Chênois           |

### Ottavi di Finale
| Squadra 1                    | Risultato     | Squadra 2         |
| ---------------------------- | ------------- | ----------------- |
| 6 ottobre 1973               |               |                   |
| Chênois                      | 2 - 1         | Winterthur        |
| Grasshoppers                 | 3 - 1(d.t.s.) | Vevey             |
| Neuchâtel Xamax              | 2 - 0         | Chiasso           |
| Lugano                       | 0 - 0(d.t.s.) | La Chaux-de-Fonds |
| 6 ottobre 1973               |               |                   |
| Losanna                      | 4 - 0         | Lucerna           |
| Mendrisio                    | 1 - 4         | Basilea           |
| Sion                         | 3 - 0         | Servette          |
| Zurigo                       | 2 - 3         | San Gallo         |
| 10 ottobre 1973(Ripetizione) |               |                   |
| La Chaux-de-Fonds            | 0 - 2         | Lugano            |

### Quarti di Finale
| Squadra 1       | Totale | Squadra 2 | Andata          | Ritorno         |
| --------------- | ------ | --------- | --------------- | --------------- |
|                 |        |           | 30 ottobre 1974 | 4 novembre 1974 |
| Grasshoppers    | 2 - 2  | Lugano    | 1 - 0           | 1 - 2           |
| Losanna         | 4 - 3  | San Gallo | 3 - 1           | 1 - 2           |
| Neuchâtel Xamax | 7 - 1  | Chênois   | 5 - 1           | 2 - 0           |
| Sion            | 3 - 2  | Basilea   | 1 - 0           | 2 - 2           |

### Semifinali
| Squadra 1       | Totale | Squadra 2    | Andata        | Ritorno       |
| --------------- | ------ | ------------ | ------------- | ------------- |
|                 |        |              | 23 marzo 1974 | 26 marzo 1974 |
| Neuchâtel Xamax | 1 - 1  | Grasshoppers | 0 - 0         | 1 - 1         |
| Sion            | 1 - 1  | Losanna      | 0 - 0         | 1 - 1         |

### Finale
| Arbitro: | Hans Wieland (Grenchen) |

|                                                                                      |            |                                                                                             |
| Luttrop 7’ (rig.) Barberis 21’ Pillet 43’                                            | Marcatori  | 84’ Elsig 87’ Mathez                                                                        |
| Donzé Valentini Trinchero Bajić Dayen Herrmann Barberis Luttrop Pillet Luisier López | Formazioni | Biaggi Claude (63' Steiger) Mantoan Citherlet Kroemer Blusch Richard Bonny Rub Mathez Elsig |
| Blaževic                                                                             | Allenatori | Mantula                                                                                     |